# Danmark-Norge
 For alternative betydninger, se Unionstiden.
Danmark-Norge er den moderne betegnelse for rigsfællesskabet mellem de to kongeriger Danmark og Norge fra 1536 til 1814. Rigsfællesskabet havde sin oprindelse i Kalmarunionens endelige sammenbrud i 1523, da Sverige erklærede sig uafhængigt, men havde formelt først sin begyndelse da Norge blev underlagt den danske krone i 1536, og varede indtil Norge blev afstået til kongen af Sverige. I samtiden anvendtes begrebet dog ikke, og staten blev som regel omtalt som "den danske krone" (kron zu Dennemarck) eller "Tvillingrigerne".
Unionsriget inkluderede i hovedsagen de to rigsdele Danmark og Norge, men omfattede også provinserne Slesvig og Holsten, der var særskilte administrative enheder, de oprindeligt norske skatlande Grønland, Island, Færøerne, Shetland og Orkneyøerne som fra landnamstiden var underlagt den norske konge, samt efterhånden et antal oversøiske kolonibesiddelser. Ved rigsfællesskabets start var de nuværende svenske landskaber Skåne, Halland, Bohuslen, Herjedalen og Jämtland ligeledes en del af rigsfællesskabet, men de mistedes i 1658 til Sverige. Opløsningen af unionen mellem de to lande i 1814 fik ikke indvirkning på forholdet mellem Danmark og hertugdømmerne, som derefter med Lauenborg dannede helstaten indtil 1864, og de tidligere norske områder Færøerne, Island og Grønland som efter rigsopløsningen forblev danske besiddelser.
Danmark og Norge var på forskellig vis forenet i disse år. I 1380 arvede Oluf 2. Norge, da hans far, Håkon 6. af Norge, døde. Oluf var Håkons og Margretes eneste barn.

## Søfartsnationen
Danmark-Norge må først og fremmest forstås som en søfartsnation. Flere forhold gjorde sig gældende: Selve rigets udstrækning og form. Danmark-Norge var yderst langstrakt og med en forholdsvis lang kystlinje. Kun få steder var der mere end 50 km til kysten – i Danmark var det Jyllands indre hedeegne og Skånes nordøstlige skovegne, i Norge det bjergrige indland. Men det, der bandt riget sammen, var havet. Danmark var et udpræget ørige med talrige sejlbare sunde, bælter, fjorde, nor, vige og dyb; kun Jylland var en halvø forbundet med det mellemeuropæiske fastland, mens Skåne, Halland og Blekinge udgjorde den sydvestlige og sydlige kyst af den skandinaviske halvø. I Jylland skar fjorde sig ind på østkysten, Limfjorden endda nærmest tværs over halvøen, på Fyn Odense Fjord, på Sjælland Isefjorden og Roskilde Fjord.
Norge var et langstrakt kystområde med talrige dybe fjorde, der skar sig langt ind i bjerglandet. I begge kongeriger lå næsten al bymæssig bebyggelse ved (eller nær ved) kysten: købstæder, ladepladser og bondehavne.
Skibsfarten i datiden var mere veludviklet end vejfærdslen. Såvel rejser som varefragt skete så vidt muligt med skib. Det var ofte hurtigere (når vinden var gunstig), og de fragtede varemængder kunne være langt større end hestekærrer og andre vogne kunne bære. Vejfærdslen skete kun over kortere strækninger: med de 2 mil omkring købstæderne, hvor handel og håndværk som hovedregel ikke måtte udøves, og under hensyn til købstædernes særret til sejlads, var søgning fra indland til nærmeste kystkøbstad den mest udtalte form for vejfærdsel.
Det spillede en stor rolle, at Kattegat i lighed med Øresund og Bælterne i praksis længe udgjorde et indhav i den dansk-norske stat, som kontrollerede kysterne hele vejen rundt. Ganske vist lykkedes det i længden ikke tvillingriget at opretholde denne tilstand langs østkysten, men ikke desto mindre formåede Danmark-Norge i vid udstrækning at overvinde tabet af de østlige provinser, i det mindste i henseende til søfart og samhandel.
Endelig spillede det en afgørende rolle, at Danmark og Norge supplerede hinanden: Danmark var et lavland med gode jordbundsforhold til kornavl, mens Norge leverede fisk, træ og metaller til Danmark. Det gjorde, at der var behov for sejlads mellem rigerne, og det fremmede skibsfarten i begge riger. Med tiden skulle det blive en hjørnesten i Dobbeltrigets erhvervspolitik at sikre de to afsætningsmarkeder for hinanden. Skønt de søfarendes andel af befolkningen vel var begrænset, var betydningen af deres virke så meget større: de skabte afsætnings- og dermed indkomstgrundlaget for samfundsgrupper som landbrugere, fiskere, træfældere, bjergværksfolk, håndværkere og købmænd.
Det var således ikke uden grund, at Arent Berntsen kaldte sin skildring i 1656 af Dobbeltmonarkiet for "Danmarckis oc Norgis Frugtbar Herlighed".

## Efterdønninger af opløsningen af Kalmarunionen (1523-1588)
Rigsfællesskabet mellem Danmark og Norge har sin oprindelse i Kalmarunionen. Under Kalmarunionen mærkedes eftervirkningerne af Den Sorte Død og den medførte nedlæggelsen af landbrugsbedrifter i Norge og Hansaens kontrol med norsk handel. Danske og tyske embedsmænd kom til at indtage norske embeder. Jordegods og bispesæder kom under fremmed kontrol. Derved svækkedes mulighederne for en norsk selvhævdelse. 1450 blev rigsfællesskabet fastlagt i en traktat, der skulle sikre det norske rigsråd indflydelse ved kongevalg, men bestemmelsen fik ingen reel betydning.
Kalmarunionen ophørte i 1523, da Sverige valgte sin egen konge. Efter således at have mistet Sverige flygtede Christian 2., og det danske rigsråd valgte hertug Frederik af Holsten til konge som Frederik 1.. Frederik stod over for store problemer: dels at holde sammen på resterne af fællesriget og sikre kongens stilling deri, dels at stække Hansaens økonomiske magt i riget. Dertil kom problemer med magtmisbrug blandt embedsmænd. Det skulle vise sig, at Frederik 1. og hans afløser, Christian 3., evnede at løse dem alle.

### Kampen om Norge
Frederik 1.s første skridt var at sikre sig sin godkendelse som konge i Norge. Han sendte derfor to udsendinge til Norge, Henrik Krummedige til Østlandet og Vincens Lunge til Vestlandet. Henrik Krummedige opfyldte sin opgave loyalt over for kongen, mens Vincens Lunge søgte at udnytte situationen til at opbygge sin egen magtstilling sammen med ærkebiskop Olav Engelbrektsson og resterne af det norske rigsråd. For at blive hyldet som konge måtte Frederik 1. godkende en håndfæstning, der gjorde Vincens Lunge og rigsrådet til de egentlige magthavere i Norge. Men efter kongevalget følte Frederik 1. sig snart stærk nok til at udskifte de norske høvedsmænd på Akershus og Båhus med trofaste embedsmænd. Dertil kom at Vincens Lunge blev kompromitteret, og at han ragede uklar med ærkebispen på grund af sine lutherske sympatier. I 1529 kunne Frederik 1. uden vanskeligheder afsætte ham som lensmand på Bergenhus.
Frederik 1. havde brug for indkomster og kastede blikket på kirkens besiddelser, som blev inddraget en for en. Det medførte strid med ærkebispen, som forsøgte at skabe et modkup med den afsatte Christian 2., men da Christian ankom i 1531 med en i Nederlandene sammenskrabet hær, lykkedes det ham hverken at vinde Akerhus eller Båhus, og han måtte overgive sig. Ærkebispen og andre gejstlige måtte affinde sig med kong Frederiks styrkede stilling. Da Frederik 1. døde 1533, gjorde ærkebispen et sidste forsøg på at genvinde sin stilling, men de danske lensherrer på de vigtigste slotte sluttede op bag Christian 3.. I 1536 lod ærkebispen Vincens Lunge dræbe under et møde i Trondhjem og andre danske lensherrer fængsle og forsøgte at erobre Akershus og Bergenhus. Men Christian 3. kunne snart drive ærkebispen ud af Norge, og i 1537 var hele Norge ubestridt under den danske konges herredømme.
Reformationen 1536 indebar, at det meste kloster- og kirkegods kom under kronen, som derved blev landets største jordejer og fik øgede indtægter og magt. I stedet for en mere eller mindre selvstændig katolsk kirke stod nu en reformert kirke under den danske konges overhøjhed. Gejstligheden ophørte med at have politisk betydning, og også i forhold til bønderne svækkedes præsteskabet. Ved reformationen havde de gamle præster fortsat deres virke, men i de følgende årtier blev de afløst af præster, der var uddannet i Danmark.
Tilbage stod for kongen afklaringen af forholdet til rigsrådet. Forud for sit valg til norsk konge havde Christian 3. lovet det danske rigsråd, at Norge fremover ville blive behandlet som et dansk landskab. I virkeligheden skete det ikke: Danmark havde valgkongedømme, hvorfor enhver ny konge for at blive valgt måtte afgive mere eller mindre handlingsbegrænsende løfter i en håndfæstning. Det svækkede selvsagt kongens magt. Norge derimod var at arvekongedømme, og det var derfor i kongens interesse at beholde Norge i en større grad af uafhængighed. Det for at sikre valgretten til den danske trone for medlemmer af kongehuset. Det norske rigsråd afskaffedes 1537, men ellers beholdt Norge de fleste institutioner. Til afløsning af rigsrådet oprettedes "herredage", der var møder mellem danske rigsråder udsendt som kongelige kommissionærer til Norge, norske adelsmænd og lagmændene. Disse "herredsdage" var dels rigets højeste domsmyndighed, dels lovgivningsorgan og gennemførte ved recesser en fornyelse af norsk ret. Fra 1548 indførtes tillige stændermøder, der blev indkaldt i vigtige anledninger, især kongehyldninger. I 1572 oprettedes en norsk centralmyndighed, idet lensherren på Akershus fik titel af statholder og en vis kontrolmyndighed over de norske lensherrer.
De tidligere norske besiddelser Island, Grønland og Færøerne kom direkte under den danske krone.

### Hansaforbundet stækkes
Samtidig indebar Grevens Fejde, at Hansaforbundets stilling blev alvorligt svækket. Hansaforbundet havde lige siden middelalderen haft et handelskontor i Bergen på den norske vestkyst. Bergen var udgangspunkt for al handel med Nordnorge. Den bestod i, at fisk fanget langs de nordnorske kyster, blev byttet mod korn fra Mellemeuropa. Hansaforbundet sad på hele denne handel og indtog i kraft heraf en magtstilling, som savner sidestykke. Set fra et dansk-norsk synspunkt måtte det være et stort ønske at bryde denne magtstilling.
En beskeden begyndelse var gjort allerede i 1507, da Amsterdam af Christian 2. havde fået rettigheder til at deltage i handelen, men disse rettigheder havde langt fra et omfang, der kunne true Hanseforbundets stilling. Truslen kom især internt i Hanseforbundet: Lübeck havde forsøgte at holde kornforsyningerne til Bergen og Norge under kontrol for at styre bytteforholdet mellem fisk og korn. Men andre østersøstæder viste ikke forståelse for Lybæks politik, og de begyndte at anløbe Bergen på "strandsiden" uden for staden og her afsætte korn til den befolkning af norske, danske, hollandske, tyske og skotske købmænd, som havde slået sig ned her, og de fik nu mulighed for og regeringens opbakning til at gå ind i den nordlandske handel med fisk. Det bidrog til at undergrave Hansaforbundets magtstilling i Bergen og Norge, og den nye udvikling tog fart under dyrtidsårene i 1540'erne. Nok bestod handelskontoret i Bergen, men hansakøbmændene måtte fra 1550'erne handle på lige vilkår med norske købmænd, hvorfor sidstnævnte vandt frem. Dermed toges de første skridt til at frigøre sig fra et ikke dansk-norsk herredømme i næringslivet. I den udstrækning, hvor købmændene havde tysk, nederlandsk og skotsk baggrund, blev de forholdsvis hurtigt assimilerede i det norske samfund. Denne udvikling skulle snart brede sig til andre næringsgrene.
Baggrunden for Hanseaorbundets svækkelse var dels, at Bremen og nederlandske stæder vandt frem i den norske fiskeeksport, dels den voldsomme vækst i den danske korneksport til Norge. Allerede i begyndelsen af det 16. århundrede havde Deventer (der var et nederlandsk medlem af Hansaforbundet) udviklet et betydeligt marked for fisk fra Bergen. Deventer og andre stæder kunne gennem de store floder sikre det tyske indland forsyninger af fisk på fuldt så gode konkurrencebetingelser som Lübeck og andre hansastæder ved Østersøens kyst og vandt gennem århundredet stadig frem. Denne udvikling i forsyningsforbindelserne var stort set bragt til ende omkring 1575. Toldregnskabet for Bergen 1577 viser, at kun 20 % af fiskeeksporten gik til hansastæder ved Østersøen, 59 % gik til Bremen og andre hansestæder ved Nordsøen, 19 % til nederlandske stæder (blandt andet Deventer) og 2 % til Oldenburg. Angivelserne vedrører kun fisk fragtet af fremmede, men den danske og norske fiskefragt var næppe særlig stor. Det hører imidlertid med til billedet, at hollænderne og Bremen ikke kun hentede sin fisk i Bergen og Norge men tillige forsynede sig fra Newfoundland. Dette bevirkede, at heller ikke hollænderne kom til at styre den samlede handel med fisk og korn på Norge. Her lå en mulighed for Danmark, og denne skulle ikke forblive uudnyttet.
Dansk kornpolitik havde lige siden middelalderen været båret af hensynet til landets eget behov for korn, og denne politik blev i anden halvdel af 1500-tallet udvidet til at omfatte Norge. Medvirkende til fremgangen i den danske kornforsyning til Norge var et i 1573 udstedt udførselsforbud med undtagelse for netop Norge, og at da den danske regering i 1597 ved et udførselsforbud forsøgte at modvirke den voldsomme efterspørgsel i Vesteuropa efter korn, blev Norge atter udtrykkeligt undtaget. Det var tilladt danskere at fragte korn til Norge og tillige nordmændene selv at hente det i Danmark. I begyndelsen var de danske kornforsyninger til Norge vel nok beskedne, og deres betydning lå fortrinsvis deri, at nordmændene derved undgik de værste følger af de prisstigninger på korn, der ellers ramte Europa.
Som vigtige skridt til yderligere at stække Hansaforbundets indflydelse i Norge skal nævnes to: dels blev det ved forordning af 1553 forbudt de vendiske stæder (herunder Lübeck) at sejle gennem Storebælt med andre varer end vendisk gods. Derved mindskedes afgørende mulighederne for østersøstæderne for at udvikle fragtsejladsen til Danmark og Norge. Dels indsatte det danske styre kancellisekretær Kristoffer Valkendorf på Bergenhus som lensmand i 1556. Blandt hans opgaver synes at have været at stække Hansaforbundets magt i Bergen. I 1558 indledtes en aktion mod tyske håndværkere i byen, der i 1560 endte med en ny traktat, hvor deres særlige rettigheder var stort set indskrænket til intet. I praksis blev de gjort til ligestillede undersåtter underlagt den stedlige (norske) myndighed.
Dermed var Hansaforbundets magt i Norge endeligt knust, og rammerne var lagt for at udvikle den dansk-norske søfart og handel. Med tiden blev disse muligheder til fulde udnyttet til lige stor gavn for danskere og nordmænd.

## Flerheden bliver statspolitik (1588-1648)
Under de første dansk-norske konger havde den statslige politik været at styrke centralmagten (= kongemagten) mest muligt. Dette indebar, at der havde været meget lidt plads for tiltag til fremme af de enkelte rigers og landsdeles særlige fordele. Men under Christian 4. forandredes dette. Christian 4. var den første konge, der gjorde flerheden i riget til grundlag for sin politik; stærkt påvirket af tidens merkantilistiske tankegang. Dette gjaldt ikke mindst kongens norske politik.
På det tidspunkt Christian 4. kom til magten var Norge dårligt nok et samlet land, da det både savnede et politisk, administrativt og handelsmæssigt midtpunkt. Det var arven fra Hanseforbundets og den gamle adels misregimente, der endnu hærgede landet. Christian 4.s mål var at forvandle Norge fra en fjern og tilbagestående provins til et økonomisk blomstrende og administrativt velfungerende land. I modsætning til sine forgængere udviste han samme interesse for Norges ve og vel som for Danmarks. Christian 4. besøgte også Norge flere gange end samtlige andre dansk-norske konger tilsammen. Samlet set lykkedes det at reformere Norge i denne periode og sikre en opblomstring af handel og skibsfart.

### Norges helhed og særstilling slås fast
To begivenheder kendetegnede blandt meget andet Christian 4.s levetid: sikringen af Finnmarken og ordning på de de administrative forhold.
Omkring år 1600 blev der fra svensk side gjort ihærdige tiltag for at erobre Finnmarken. Denne, noget nær dobbeltmonarkiets fjerneste provins, skulle erobres ved svensk kolonisation. Der skulle drives laksefiskeri og handel, bygges "boder og vaaninger paa adskillige beleilige steder". En svensk kirke skulle opføres i Tysfjord og i Alta oprettes skibsbyggeri. Flere steder ville den svenske konge lade opføre skanser og andre befæstningsanlæg. Der blev forberedt et svensk embedsværk med statholder og adskillige fogeder. Desuden forsøgte man at beskatte området, og den svenske konge gav i 1608 Gøteborg privilegium på fiskeriet langs kysten fra Tysfjord til Neiden, mens lübeckerne uden videre fik tildelt privilegium på fiskeri i de norske fjorde mod at betale tiende til Sverige. Næsten som en markering tog den svenske kong Karl 9. ved sin kroning titlen "de lappers i Nordlanden konung".
Men Christian 4. var ikke til sinds at lade svenskekongen få sin vilje. Modsætningerne udløstes i Kalmarkrigen 1611-1613, der endte med Christians fuldstændige sejr i spørgsmålet om Nordkalotten: ved freden i Knäred i 1613 opgav Sverige ethvert krav på nogen som helst overhøjhed og alle rettigheder i området fra Tysfjord til Varanger. Siden blev spørgsmålet aldrig aktuelt i kampen om magten mellem den danske og den svenske konge; Nordkalotten var og forblev en ubestridt del af Norge.
Christian lod foretage en nyoversættelse af Norges gamle lovgrundlag, Magnus Lagabøters Landslov (kort kaldet Landsloven) til samtidigt sprog indbefattende senere antagne retterbøter og recesser – alt under navnet Christian 4.s Norske Lov i 1604. Desuden lod han den danske kirkeordinans omskrive og tilpasse norske forhold som en særskilt norsk kirkeordinans i 1607. Desuden lod han – til dels af forsvarsmæssige hensyn – fæstningsværker opføre eller istandsætte, og han tog skridt til købstædernes fremme ved at samle omsætningen her. Endelig var han mere end nogen anden den, der fik sat gang i den norske bjergværksdrift.
Christian 4., hvis interesse for retsstatslige forhold var og er legendarisk, deltog i lige stor grad i herredage i Danmark og Norge, og i Norge fik han indrettet et velordnet retssystem med bygdeting som en fundamental del af landets samfundsinstitutioner.
I Christian 4.s senere år, under hvilken statholder i Norge var Hannibal Sehested (norsk statholder 1642-1651), blev dennes embede udvidet til at omfatte hele det norske rige, og han lod foretage en grundig kontrol af virket blandt embedsmændene også uden for sit eget len. Desuden lod han oprette en norsk "Landkiste", der skaffede grundlag for et norsk finansvæsen. Et postvæsen blev oprettet. Tidligere tiders mere eller mindre opløste samfund blev knyttet sammen i et rigsfællesskab, hvorunder borgerstanden voksede under indtryk af blomstringen for handel og skibsfart.

### Kornhandelen udvikles
Rammerne for den danske kornhandels fremgang var lagt allerede ved en forordning af 1573, og ved forordningen af 1597 lod Christian 4. afbøde, at en voldsom efterspørgsel efter rug med deraf følgende prisstigninger overalt i Nordeuropa skulle fremkalde brødmangel og opskruede priser ved på den ene side at forbyde almindelig udførsel, på den anden side udtrykkeligt at undtage Norge fra disse bestemmelser. Det blev tilladt danske købmænd såvel som nordmænd at fragte korn fra Danmark til Norge, hvilket vel var udtryk for et særhensyn taget til nordmændene på bekostning af (eventuelt også danske) kornhandelsspekulanter.
Skønt de danske kornforsendelser fra Danmark til Norge endnu i det 16. århundrede næppe var ret store, var der i begyndelsen af det 17. århundrede sket en vis udvikling i disse: I året fra 1. maj 1609 til 1. maj 1610 ankom 4 skibe fra Malmø (heraf 2 med 2 anløb), i året 1610/1611 7 (heraf 1 med 2 anløb) foruden et hollandsk skib befragtet af Malmøborgere fra Malmø til Bergen og et skib fra Bergen til Malmø. i året 1611/1612 gik omkring 167 skibslæst korn på 6 Malmøskibe (heraf 1 med 3 anløb, 1 med 2 anløb) fra Malmø til Bergen. Yderligere skete indladning på omkring 26½ skibslæst korn på et Bergenskib i Malmø. I året 1612/1613 indladede 4 Malmøskibe (heraf 1 med 3 anløb, 1 med 2 anløb) samt 1 skib fra København i alt henved 170 skibslæst korn i Malmø til Bergen, desuden 2 Malmøskibe med henved 23 læst kornvarer til Trondhjem. Først senere, i 1630-erne, skete voldsomme fald i eksporten fra Lübeck, Rostock og Stralsund til Norge, og dermed udvikledes den danske kornhandel yderligere. Det var således under Christian 4.s tid, at Danmark i det store og hele overtog kornforsyningerne til Norge. Fra anden halvdel af 1600-tallet antog de danske kornforsyninger til Norge et langt større omfang end tidligere.

### Fra fisk til trælast
Under Kalmarunionen havde Hansaen fået et stærkt fodfæste i Norge: i Bergen fik man oprettet et handelskontor, som i henved to hundrede år fik afgørende indflydelse på Norges økonomiske forhold. Hansaen havde fortrinsvis interesser i handelen med fisk.
To forhold skulle medvirke til at ophæve den ulykkelige tilstand. Det ene var, at træ i takt med den stadige afskovning af Vesteuropa skulle få voksende betydning som fragtvare. Det andet var, at hollænderne trængte frem som handelsmagt. Allerede i 1443 havde købmænd fra Amsterdam fået ret til at købe trælast i Norge, og denne ret udvidedes med tiden til også at gælde for andre hollandske og frisiske byer; 1544 blev den nye tingenes tilstand stadfæstet i en traktat. Fra omkring 1520 begynder vandsaven at brede sig, og sammen med hollændernes voksende behov for træ var dermed forudsætningerne skabt for voksende omsætning med udlandet, dannelsen af en norsk handelsstand og købstædernes vækst. Virkningen var, at der skete en voldsom stigning i udførslen af træ, fra i 1528 at være 102 ladninger med skønsmæssigt 12.000 m³ til i 1560 673 ladninger med omkring 70.000 m³, i 1620 1.650 ladninger med omkring 200.000 m³ og 1664 endda 1 mio. m³. 1666 brændte London, og der blev her et stort træbehov til stadens genopbygning. Ved den engelske "Navigationsakt" af 1651 blev der åbnet mulighed for, at norske skibe kunne deltage i denne varefragt. Ved Forordning af 30. juli 1662 fik norske købstæder eneret til at drive trælastudførsel og oplevede som følge heraf en velstand og vækst i indbyggertal.

### Bjergværksdriften oprettes
De tidligste tiltag til bjergværksdrift i Norge blev taget ved en forlening 1490 på malm i Sandsvær herred. Christian 3. interesserede sig meget for mulighederne for bjergværksdrift og indkaldte tyske bjergkyndige til at udføre undersøgelser af mulighederne herfor, og 1539 blev udstedt en bjerganordning. De tiltag, der gjordes til fremme af bjergværksdrift i det 15. og 16. århundrede, mislykkedes imidlertid.
Først Christian 4. fik sat gang i bjergværksdriften. Flere værker blev sat i drift:
- Kongsberg sølvværk 1623,
- Kvikne kobberværk 1631,
- Ytterøen værk 1636,
- Sels værk (Gudbrandsdalen) 1642,
- Røros værk 1644

samt (efter Christian 4.s død) Meldalen værk 1652.
Omkring midten af 1600-tallet igangsattes tillige flere jernværker: Bolvik, Bærum, Dikemark, Eidsfos, Eidsvoll, Fossum, Fritsø, Hakedal, Hassel, Lesja, Mostadmarken, Nes, Ulefoss. Bjergværksdriften blev begunstiget med kongelige privilegier.

### Ladesteder oprettes
Et forhold, der skulle få betydning for den videre udvikling – især i det sydlige Norge – var, at flere norske steder stilling som privilegeret ladested.
Endnu i Christian 4.s Norske Lov af 1604, kjøbebolken § 10 var det blevet forbudt at udøve handel på landet og at sælge proviant til fremmede skibe, men til gengæld var trælasthandel fri indtil 1662. Dette år toges skridt til at samle handel i købstæderne: håndværkere på landet, som ikke anses nødvendige og ikke var tilladte efter Landsloven, skulle flytte til stæderne, trælasthandel skulle forbeholdes købstædernes borgere, forprang forbydes, fremmede købmænd forbydes at opholde sig i købstæderne længere, end deres skibe lå der. I et kongebrev af 1656 udvides forbuddet til at omfatte salg af fedevarer til skibsproviant, men bestemmelsen mildnedes snart derhen, at dette skulle være tilladt for de, som havde borgerskab i en købstad men boede på ladestederne. Men få årtier senere, i toldrullerne mellem 1672 og 1768 tillades det at losse, laste og fortolde varer fra Danmark-Norge med hertugdømmerne samt udskibe trælast – vel at bemærke for personer, der havde borgerskab i den købstad, som ladestedet hørte under.
I retslig henseende hørte ladestederne under landdistrikterne, både i henseende til tingsted og til lovbestemmelser. Således blev det bestemt, at der på ladestederne kun måtte udøves de håndværk, som tillige var tilladte i landdistrikterne og under forudsætning af, at håndværkerne ikke tog borgerskab.
Det viste sig imidlertid hurtigt, at det ikke var muligt at begrænse skibsfart og handel til de gamle købstæder. Sideløbende uddeltes derfor rettigheder til steder, som ønskedes udviklet til handelsknudepunkter:
- Fredrikstad 1567 (oprettet ved flytning af Sarpsborg, der var blevet brandskattet af svenske tropper under 7-årskrigen 1567. Den nye stad, der lå bedre for handel og skibsfart, blev vel befæstet)[26].
- Kongsberg 1624 (sølvværk, fik kongebrev som "fri bergstad", frit borgerskab fra 1717, købstad 1802)[27].
- Christiansand 1641 (som led i forsvaret af Skagerrak)[26].
- Røros 1646 (kobberværk, der fik eneret til handel på stedet og med politi- og domsmyndighed for værkets direktør)[27].

### Savværkernes storhedstid
Bjergværkerene blomstrede, ladestederne blomstrede og savværkerne blomstrede i Norge. Norsk tømmer blev fældet og udskibet i store mængder. En vis rovdrift kunne ikke undgås. Om skovene i Romsdalen hed det i 1661, at de var "aldeles udhugget formedelst de mange save", tilsvarende lød det om Trøndelagen og Vestfold. Om Tønsberg hed det i 1666, at handelen "er ganske aftaget, formedelst skovenes udhugning". I 1664 fandtes søndenfjelds 814 save fordelt som følger:
| Sted (len, fogderi)     | Antal save | Rdl. i savskat | Sted (len, fogderi)     | Antal save | Rdl. i savskat | Sted (len, fogderi)        | Antal save | Rdl. i savskat |
| ----------------------- | ---------- | -------------- | ----------------------- | ---------- | -------------- | -------------------------- | ---------- | -------------- |
| Egger og Lier fogderi   | 68         | 1334           | Modums fogderi          | 32         | 1048½          | Aggers fogderi             | 48         | 1127½          |
| Neder Rommerigs fogderi | 93         | 2192           | Tønsberg len            | 154        | 912            | Wernø klosters len         | 67         | 1151½          |
| Ringeriges fogderi      | 55         | 4276           | Idde og Marker len      | 43         | 866¾           | Brunlaug len               | 73         | 661½           |
| Sandswerde fogderi      | 22         | 601¾           | Øvre Romeriges fogderi  | 22         | 483            | Rackestad len              | 31         | 348            |
| Folloug fogderi         | 52         | 392½           | Husum og Røyens fogderi | 24         | 186            | Heggen og Frolands fogderi | 12         | 170½           |
| Onsøe len               | 15         | 68½            | Hadelands fogderi       | 3          | 64             | I alt                      | 814        | 15.874         |

Oversigten afspejler den omfattende trælastvirksomhed som forud var udviklet i det sydlige Norge.

### Østlige landskaber tabes
Havde Christian 4. været Dobbeltmonarkiet en god konge, så var Frederik 3. det umiddelbart ikke. Blandt den nye konges første handlinger var afskedigelsen af Hannibal Sehested som norsk statholder og indskrænkelser i embedets virke og myndighed. Sehested blev anklaget for magtmisbrug og for underslæb og måtte for at undgå en rettergang afstå sit norske jordegods, savværker, bjergværker og anden ejendom til kronen. Den egentlige årsag til hans fald var imidlertid politisk: Sehested havde unddraget det danske rigsråd kontrollen med norske forhold – til gavn for Norge (senere blev han taget til nåde og endte som rigsskatmester – til gavn for den unge enevælde).
Under konflikterne mellem den danske og den svenske konge midt i 1600-tallet kom Norge til at lide: 1645 blev Jemtland og Herjedalen og de norsk administrerede Idre og Sarna herreder i Dalarne afstået til Sverige. Ved Roskildefreden i 1658 afstod Frederik 3. Båhuslen. Trondhjems len blev også afstået, hvilket afskar Nordnorge fra resten af landet, men området blev dog tilbagegivet Danmark-Norge i 1660.
Danmark tabte Halland (for 30 år) i 1645 og Skåne, Halland (permanent), Blekinge og Bornholm i 1658. Kun Bornholm blev tilbagegivet (ved frikøb med skånsk jord) i 1660.
Resultatet af tabet af Østdanmark og Bohuslen var, at den geografiske afstand mellem Danmark og Norge blev udvidet meget betydeligt, hvilket skabte en helt ny og mere ugunstig militær og transportmæssig situation.

## Under den ældre enevælde (1660-1720)
I 1660 indførte kong Frederik 3. arvekongedømmet og året efter enevælde, ved at udnyttede uenigheder mellem adelige og borgerlige i den danske stænderforsamling. Enevældens indførelse blev godkendt af de norske stænder, men der var ikke tale om et reelt valg. Med enevælden genopstod Norge juridisk som selvstændigt kongerige, men samtidig centraliseredes administrationen i København. Den gamle danske adel mistede meget af sin indflydelse og flere gamle privilegier afskaffes. Fra 1671 og frem indførtes en række nye privilegier til en ny fælles adel af lensfriherrer og lensgrever (med mange tyske indvandrere), som adles af kongen til gengæld for tro tjeneste i det enevældige system og formelt overdrog deres jordegods til kronen, som så forlenede dem med jorden. Dette system indførtes dog i begrænset omfang i Norge, og kun ganske få nordmænd adledes. Med den endelige opløsning af det danske rigsråd kom den politiske magt til at ligge hos embedsstanden, hvilket gav øgede karrieremuligheder for nordmænd og en hvis mulighed for norsk indflydelse på egne anliggender. Generelt blev embedsstanden i begge riger dog stærkt præget af indvandrede tyskere.

### Købstædernes skibsfart fremmes
Under enevælden blev der bevidst søgt ført en helstatspolitik, der skulle gøre Danmark og Norge til en økonomisk enhed, da Danmark og Norge var økonomisk ligeværdige. Ved byprivilegierne 1662 blev al trælasthandel samlet i byerne, borgerne fik eneret til at købe trælast af bønder og savværksejere. Efter enevældens indflydelse oplevede norsk skibsfart derfor en voldsom fremgang: handelsflåden i Norge voksede fra 10.586 læster i 1670 til 37.735 læster i 1699 mod i Danmark fra 7.521 læster i 1670 til 17.003 læster i 1699 og i Hertugdømmerne fra 4.027 læster i 1670 til 9.246 læster i 1699. Gennemgående var norske skibe større end i de andre dele af riget.
De norske købstæder og ladesteder nød godt af helstatspolitikken. Skibsfarten i de enkelte norske stæder viser tydelig fremgang fra enevældens indførelse, både målt i antal skibe og i læstetal: i Christiania voksede antallet af hjemmehørende skibe fra 15 i 1672 til 44 i 1695, i Arendal fra 27 i 1672 til 65 i 1699, i Christianssand fra 9 i 1669 til 30 i 1696, i Drammen fra 11 i 1671 til 24 i 1699, i Frederikshald fra 8 i 1672 til 23 i 1696, i Frederiksstad fra 6 i 1670 til 15 i 1698, i Holmestrand fra 3 i 1670 til 8 i 1696, i Kragerø fra 13 i 1667 til 20 i 1692, i Moss fra 0 i 1670 til 7 i 1698, i Sandefjord fra 3 i 1671 til 17 i 1699, i Tønsberg fra 8 i 1660 til 27 i 1694, mens fx Flekkefjord, Larvik og Mandal udviste stabile høje tal.
Den danske korneksport til Norge blev særligt udtalt i 1600-tallet. Den samlede indførsel af korn til Norge registreret i regnskaberne for Øresundstolden kan opgøres til 2.444,5 læst i 1685, hvoraf 1.479,5 læst blev fragtet på norske skibe, 520,5 læst på danske skibe, 171 læst på skibe fra Lübeck, 27 læst på skibe fra Rostock og resten på nederlandske skibe. Med hensyn til oprindelsesstedet udgjorde 1.256 læst korn fra Danzig, 389 læst korn fra Königsberg og 533 læst korn fra det østlige Danmark. Men allerede i 1650'erne udførtes 1.400 læst korn tilsammen fra Århus og Ålborg, hvorfor den vestlige del af Danmark må have spillet en hovedrolle i kornforsyningen til Norge allerede på daværende tidspunkt. Men det var kun begyndelsen: I årene fra 1681 til 1699 svingede kornudførslen alene fra Ålborg til Norge på mellem 20.000 og 58.000 tønder korn, og Norge tegnede sig alene for 62,1 % af den samlede kornudførsel for disse år (458.720 tdr. mod 96.903 tdr. eller 13,1 % til udlandet og 183.072 tdr. eller 24,8 % til andre dele af riget), omend der var store udsving fra år til år.

### Ladesteder og købstæder oprettes
Et andet træk under enevælden er ophjælpningen af nye norske steder som ladested eller købstad:
- Drammen 1665, 1715, 1811
- Kragerø 1665
- Halden (Frederikshald) 1666
- Larvik 1671
- Moss 1720

Virkningen af dette var fremvæksten i byerne af en kapitalstærk borgerbefolkning, der efterfølgende udviklede en national bevidsthedsfølelse blandt andet i form af modstand mod at gøre København til handelsøkonomisk midtpunkt. Med tiden samlede trælastkøbmændene på Østlandet sig i kravet om at få en norsk bank, ligesom de støttede embedsmændenes krav om et norsk universitet. Disse ønsker blev ikke imødekommet, men dette fremelskede blot den norske nationalfølelse.

### Skudehandelen udvikler sig
Det var først og fremmest norske ladesteder, der nød godt af den voksende skibsfart rigerne imellem, mens man i Danmark, hvor handel på Norge før 1670 kun var sket i Klitmøller og på Hanstholm, oplevede fremkomsten af et antal skudehandelspladser i Vendsyssel: Blokhus, Kjul, Løkken, Lønstrup, Tornby, og i Hanherrederne: Slettestrand, Torup Strand og Tranum Strand.

## Riget svejses sammen (1720-1807)
1720 afsluttedes Store Nordiske Krig, og derved indledtes en fredsperiode, som – med Slaget på Rheden som eneste undtagelse – skulle vare til 1807. En sådan fredstid skulle forventeligt være en tid med velstand og fremgang, men det skulle snart vise sig, at forudsætningerne herfor ikke var de bedste; nye næringsmæssige tiltag blev udfaldet heraf.

### Landbrugskrisen og de nødvendige tiltag
Fra omkring 1700 til midten af 1740'erne var vanskelige tider for det danske landbrug. De europæiske kornpriser faldt år for år og nåede omkring 1730 et lavpunkt. I 1730 blev Christian 6. konge. Han overtog et dansk-norsk dobbeltmonarki i krise.
For at afbøde på krisen satte styret ind på fire punkter:
1. Skatterne blev nedsat med 11%, hvilket var det længste, styret kunne gå.
2. Jordlovgivningen blev lempet i 1731, hvorved godsejerne fik lettere ved at nedlægge bondegårde (men på betingelsen, at godsejerne fortsat skulle svare kongen de skatter, som bonden tidligere havde måttet betale. Det svækkede godsejernes interesse, og lempelsen blev ophævet igen i 1740).
3. Stavnsbåndet blev indført 1733, hvilket skulle sikre godsejerne sikker og billig arbejdskraft.
4. Man fremmede vilkårene for samhandel mellem kongerigerne. Allerede 1730 havde norsk jern fået en begunstiget stilling på det danske marked, og 1735 udvidede man beskyttelsen for hjemligt korn på det hjemlige (fortrinsvis norske) marked i form af høje toldmure til et egentligt forbud mod at indføre korn til Danmark og de søndenfjeldske dele af Norge (den tættest befolkede del af landet). Formålet var at sikre dansk landbrug et sikkert afsætningsmarked med høje priser. I virkeligheden måtte der jævnligt gøres lempelser som følge af fejlslagen høst og dyrtid[38]. Ikke desto mindre fastholdt staten sin politik i toldloven af 1762 og ved toldtariffen 1768[39].

Tiltagene lykkedes for så vidt, idet priserne på landbrugets varer og på landbrugsjord fra begyndelsen af 1740'erne igen begyndte at stige. Omkring 1740 og frem til 1752 bredte der sig en epidemi blandt landbrugets kvægbestande, der førte til, at skønsmæssigt mellem halvdelen og fire femtedele af kvæget døde. Kornhandelen fik en stadig mere central stilling i landets økonomi.
En anden virkning af den førte landbrugspolitik var skibsfartens blomstring. Fra Norge ankom til danske provinsbyer stadigt flere og større skibe: i 1733 i alt 1.081 fartøjer med 11.884 kml. (i gennemsnit 11 kml.) men i 1798 i alt 1.709 fartøjer med 30.634,5 kml. Et stadig mere sammensat vareudbud kom fra Norge til Danmark: tømmer, stangjern, kakkelovne og andre jernvarer (delvist som følge af det norske jernmonopol), desuden tobakspiber, kommen, stenkul og kalk. Nordpå var det fortsat korn, der fyldte lasten, men omfanget heraf har dog næppe oversteget halvdelen af skibenes fragtevne. Det må dog nævnes, at omfanget voksede fra henved 130.000 tdr. årligt omkring 1730 til 525.000 tdr. henimod århundredets slutning.
Medvirkende til skibsfartens blomstring var tillige statens politik med henblik på at fremme fjernsejladser på Middelhavet og til oversøiske områder. Danmarks neutrale stilling under tidens talrige krige gjorde, at dansk-norske skibe blev anvendt til fragter, der ellers ville være udsat for at blive bragt op, og dette indebar store opsving for dansk og norsk skibsfart.

### Liberaliseringen og neutraliteten
Omkring 1788 var krisen forbi. Regeringen havde bragt næringslivet frelst igennem krisen og kunne nu tillade en liberalisering: I 1788 kunne regeringen ophæve kornmonopolet, 1789 blev handelen på Finnmarken og Island frigivet, 1793 indførtes en kreditoplagsinstitution, 1796 ophævedes indskrænkningerne i adgang til skovdrift og ved toldforordningen 1797 blev handelen givet helt fri. Tidens store krige og Danmarks fortsatte neutralitet skabte gyldne tider for handel og skibsfart: alene den norske handelsflåde, der 1792 talte omkring 860 skibe med i alt 110.000 t, var i 1806 vokset til henved 1.650 skibe med i alt 180.000 t.
Under hele krisen havde regeringen fortsat sin tidligere linje med ophjælpningen af norske ladesteder og købstæder: i de svære år blev listen over handelsberettigede steder udvidet med:
- Arendal 1723
- Risør 1723
- Kristiansund 1742
- Molde 1742
- Holmestrand 1752
- Hammerfest 1787
- Vardø 1788
- Ålesund 1793
- Tromsø 1794
- Porsgrunn 1807

Fortsat vejede Sørlandet tungest, men det er værd at bemærke, at landets nordlige dele nu kom med i udviklingen (Hammerfest, Vardø, Tromsø). Et var imidlertid hvad, regeringen gjorde. Noget andet var den udstrækning, den norske befolkning evnede at udnytte de givne muligheder. Enkelte købstæder voksede sig forholdsvis store, men mange forblev små til langt op i 1800-tallet. Betydningen lå imidlertid ikke i deres størrelse men i selve det, at de blomstrede og medvirkede til trivslen overalt i kystegnene.

### Helstatspolitikken
Det dansk-norske tvillingerige blev reguleret i forbindelse med en række aftaler med den russiske zar i 1773, idet storfyrst Paul gav afkald på rettighederne til de gottorpske dele af Slesvig og mageskiftede sine gottorpske dele af Holsten med grevskabet Oldenburg-Delmenhorst, hvilket sikrede den enevældige danske konges suverænitet over tvillingeriget og Holsten. Danmark-Norge indgik også en grænseaftale med Sverige i 1753, der sikrede herredømmet over Finnmark i Nordnorge. Samtidig var der ingen nævneværdig trussel mod Danmark-Norge efter 1720, det gjaldt helt op til slutningen af 1700-tallet. Enevældens bedste virkemiddel til bevarelse af tvillingriget lå i at skabe enighed og sammenslutning mellem de forskellige folk. Det var fortrinsvis nordmændene, danskerne og holstenerne. Andre folk inkluderede samerne i Nordnorge og de forskellige befolkningsgrupper i kolonierne.
På grund af tvillingerigets flerkulturelle sammensætning var det svært at finde et fælles fodfæste. Spørgsmålet var, om der var ét folk i tvillingeriget, eller om den var sammensat af flere folk og fædrelande. For de magthavende efter 1784, (J.H.E. Bernstorff, H.C. Schimmelmann samt Ditlev og C.D.F. Reventlow), var det afgørende, at ungdommen fik udviklet følelsen af fællesskab med andre sprog og kulturer i helstaten. Hovedsagelig i perioden fra 1784 til 1814 blev der gennemført dybtgående reformer, såsom Forordning om fæstebondens retsstilling i 1787, ophævelsen af Stavnsbåndet i 1788; Trykkefriheden sikres i 1790, men skærpes igen med Trykkefrihedsforordningen af 1799.

### Samfundsmæssige forhold i riget
I løbet af 1700-tallet blev de uddannelsesmæssige og kulturelle forbindelser mellem dobbeltmonarkiets to kongedømmer stadigt stærkere. Det skyldtes flere forhold. Hvis en nordmand ville gøre karriere og at opnå embede, så måtte han tage til København, hvor universitetet lå og et søkadetakademi, der uddannede flådens officerer. København satte sine spor på de nordmænd, der flyttede til Danmark, og det prægede norsk sprog. Dansk var det eneste brugbare skriftsprog til forskel fra det talte norske almuesprog, og mange af de veluddannede vendte ikke tilbage til Norge igen. Adskillige med norsk baggrund virkede for rigets vel: Anders Arrebo, Niels Krog Bredal, Christian Colbjørnsen, Hans Egede, Dorthe Engelbretsdatter, Ludvig Holberg, Niels Juel, Christen Pram, Peder Wessel (Tordenskjold), Johan Herman Wessel. Mange embedsmænd og næringsdrivende fra Danmark og Hertugdømmerne udvandrede til Norge og blev boende dér.

## Napoleonskrigene (1807-1814)
Efter krigsudbruddet i 1807 med Storbritannien og Sverige blev forbindelsen mellem Danmark og Norge afbrudt af engelsk besættelse af Kattegat. Der herskede hungersnød i Norge, og økonomien var brudt sammen. Men kong Frederik 6. vedholdt sin alliance med Frankrig. For at beholde Norges loyalitet i unionen, sendte kongen sin fætter Prins Christian Frederik (senere Christian 8.) til Norge som statholder. Prinsen nåede til Norge til trods for engelske krigsskibe – forklædt som fisker i en fiskerbåd. Midt under krigen, i 1811, bøjede Frederik 6. sig for kravet om oprettelse af et norsk universitet.

### Opløsning og norsk personalunion med Sverige
De tætte kulturelle og politiske bånd mellem Danmark og Norge blev brudt i 1814 ved Freden i Kiel. De allierede ville ikke stille større krav til Danmark-Norge i forhold til rigets rolle i Napoleonskrigene. Sverige ville det dog anderledes, da man i århundreder havde søgt at erobre Norge, men specielt efter landets afståelse af Finland til Rusland i 1809. Som tak for den svenske deltagelse i krigen på allieret side blev Danmark tvunget til at afstå Norge til kongen af Sverige. Norges forhåbninger om selvstændighed blev ikke opfyldte.
Danmark fik, da Sverige ikke var interesseret, anerkendt overretten til Færøerne, Island og Grønland. Som kompensation for afståelsen af Norge til den svenske konge, fik Danmark de svenske besiddelser i Nordtyskland. Danmark lavede dog en byttehandel med Preussen, som overtog Svensk Pommern og Rügen mod overgivelse af Lauenburg tæt ved Holsten.
Da det ved Freden i Kiel 1814 blev bestemt, at Norge skulle overdrages til kongen af Sverige, mødte denne beslutning protester i både Danmark og Norge. Nordmændene søgte at skabe et uafhængigt Norge for at undgå en sammenslutning med Sverige. Prins Christian Frederik, tronarvingen til Norge, gik i spidsen for den norske selvstændighedsbevægelse og sammenkaldte en grundlovgivende Rigsforsamling på Eidsvoll. Prins Christian Frederik blev udråbt til norsk konge under navnet Christian Frederik på Eidsvoll den 17. maj 1814, og Eidsvollforsamlingen vedtog en norsk grundlov.
Norges uafhængighed blev imidlertid af kort varighed. Sveriges hær under ledelse af kronprins Carl Johan angreb i juli, og 14. august måtte Norge indgå våbenhvile ved konventionen i Moss. Christian Frederik gik med på at sammenkalde et ekstraordinært Storting og derefter frasige sig den norske trone. Stortinget skulle så gennemføre de forandringer i grundloven, som var påkrævet for at indgå i en personalunion med Sverige. Norge fik i hovedsagen lov til at beholde Eidsvoll-forfatningen, og Stortinget kunne 4. november vælge Sveriges konge til konge af Norge, tilsyneladende frivilligt. Unionen blev dog meget løs. Kun kongen og udenrigsstyrelsen var fælles for de to riger. Nogen virkelig folkelig, kulturel og økonomisk forening mellem de to riger som den, der havde været mellem Danmark og Norge, skete aldrig.
Selvom Norge blev tvunget ind i en union med Sverige, blev mange kulturelle bånd mellem Danmark og Norge opretholdt. Det Kongelige Frederiks Universitet (Universitetet i Oslo), oprettet i 1811, sørgede for at nordmænd ikke længere tog til København for at uddanne sig. Det norske uddannelsessystem lignede dog stadigvæk det danske, og det norske skriftsprog (senere kaldet rigsmaal) var frem til begyndelsen af det 20. århundrede overvejende dansk præget. Dog udformedes af Ivar Aasen et nyt skriftsprog under navnet landsmaal (senere kaldet nynorsk) omkring midten af 1800-tallet, og riksmålet er efterhånden blevet fornorsket til det såkaldte bokmål.

## Norges stilling i rigsfællesskabet
Norge var og forblev et selvstændigt rige gennem hele rigsfællesskabet med Danmark. Ganske vist havde Christian 3. lovet at inkorporere Norge som delområde i Danmark, men løftet blev ikke holdt. Norges ubestridte suverænitet var fastlagt ved den enkle kendsgerning, at landet havde sin egen grundlov, først Magnus Lagabøtes Landslov (kort kaldet Landsloven), så Christian 4.s Norske Lov i 1604 og endelig Christian 5.s Norske Lov af 15. april 1687 – et sidestykke til Danske Lov men med samme grundlovsfæstede retskraft. Forholdet kommer klart til udtryk i fortalen til Christian 5.s Norske Lov, der indeholder følgende begrundelse for lovens udarbejdelse og stadfæstelse af den unge enevælde:
"VI CHRISTIAN DEN FEMTE af Guds Naade, Konge af Danmark og Norge, de Venders og Gothers, Hertug udi Slesvig, Holsten, Stormarn og Dytmersken, Greve udi Oldenborg og Delmenhorst, giøre hermed for alle vitterligt, at saasom Guds Frygt og Retfærdighed ere de tvende fornemste Støtter og Hovedpillere, med hvilke Lande og Riger udi deris bestandige Flor og Velstand befæstis og opholdis, og derfor ligesom Gud allermægtigste til det første haver givet os en stor Anledning i disse Nordiske Lande, hvor hand saa naadeligen haver ladet antænde sit Ords og Evangelii klare Lys, som aabenbarligen over alt iblant os skinner og lyser til den sande og rette Religions Bestyrkelse, som bestaar i en fornuftig og retsindig Guds Frygt og Dyrkelse: Saa er og til det andet, som er Ret og Retfærdighed i Lande og Riger at stadfæste højligen fornøden saadanne Love at beskikke og forordne, hvorved Retfærdighed fra al Vold og Indpas maa vorde beskærmet; Ti dersom et hvert Menniske var retsindigt og vilde nøjis med det ham med rette tilkom, og ikke søge sin Næstis Skade, men giøre hannem den samme Ret, hand ville sig selv skulle vederfaris, da giordis ingen Lov fornøden, men derfor sættis Loven, at de Retvise og Fredsommelige maa nyde deris Ret og de Uretvise og Uretfærdige, som ikke ville giøre ret efter det, som i Loven skrevet er, kand vorde ved den Straf, som i Loven sat er, formeente at giøre uret."
Indledningen indeholder kongens fulde retsstilling, hvor Norge fremhæves ved siden af Danmark. Desuden fremsættes pædagogiske sidestillinger af tro og retsskaffenhed som grundlaget for rigets velstand. Videre hedder det:
"Dette have voris elskelige Forfædre, Højlovlige Konger i Danmark og Norge, meget vel og grundeligen overvejet og betænkt, som derfor, een efter anden, have til deris Undersaatters Tarv og Nytte sat Lov og Ret i Rigerne; Men eftersom Loverne i gamle Tider bestod mere i Undersaatternis Ihukommelse, end i nogen skriftlig forfattet Lovbog, da have de fordum høistberømmelige Konger udi Norge for nogle hundrede Aar siden først ladet forfærdige adskillige skrevne Lovbøger, hvorefter Dommerne skulde dømme, og Undersaatterne rettis. Men udi særdelished lod Kong Magnus Haagenssøn, som formedelst at hand mere end hans Forfædre Loven forbedrede, blev kaldet Lagebæter, med Flid samle alle skrevne Love, som da omstunder hver paa sit sær Retterting udi Norge brugelige vare, dog udi adskilligt uovereensstemmende, og paa det at Undersaatterne, som hafde een Gud, een Tro, een Konge udi eet Rige, ikke skulde være adskilte ved sære Lovbøger og Rettergang, tog deraf saa meget, som til Landets og Indbyggernis Tarv kunde tiene, og udi een sær Lovbog lod forfatte, hvilken og alle Norgis Indbyggere siden have fult, saa at det hele Rige derefter er bleven rettet og dømt. Endeligen, som ved Tidens Længde og Tungemaalets merkelig Forandring, Tid efter anden, meget derudi fantis, som bedre Oplysning behøvede, have efterfølgende Konger ofte været foraarsagede ved mange og adskillige Rettebøder og aabne Breve, samme Love at forandre og forklare, indtil at voris elskelige kiere Hr. Farfader, højloflig Ihukommelse, Kong Christian den Fierde, efter Norgis Rigis Indbyggeris allerunderdanigste ansøgning og Begæring, sig allernaadigst forretog Norgis Lov, som for hans Kongelige Regærings Tid hafde været saa tvilagtig og mørk, saaledis at forklare, forbedre og udi god Orden sætte, at den baade af Dommerne og Parterne letteligen kunde forstaais og følgis, hvilket og i saa maader er bleven fuldbyrdet, at Norgis Lov med alle gamle og ny Rettebøder, saa mange som efter Tidernis Tilstand tienlige vare, hver paa sin Stæd ere blevne indførte, og udi een Bog Aar 1604 til Trykken forfattede. Men som Vi allernaadigst vare komne udi Erfaring, at endnu adskilligt ydermere kunde tiene, og højligen behøvedis til samme Lovbogs videre Forbedring, Vi og allerede allernaadigst hafde givet voris Danske Lov menige Undersaatter i vort Rige Danmark til Gavn og Beste; Da, paa det at alle og en hver skulle kiende og fornemme, at Vi lige Kongelig Omsorg drage for vore kiere og tro Undersaatter udi alle vore Riger og Lande, og til den Ende udi særdelished, at Ret og Retfærdighed over alt kunde have lige Gænge, og det gemene Beste mueligst befordris, have Vi for got befundet, og fornøden eragtet, at den hid til dags brugelige Norske Lovbog, med forrige Recesser, saavelsom andre Kongelige Ordinantzer og Forordninger, Norge vedkommende, som udi højstbemælte vor Sl. Hr. Farfaders, og udi vor elskelige kiere Hr. Faders Sl. og højværdigst Ihukommelse Kong Friderik den Trediis, saavelsom voris egen Kongelige Regærings Tid vare udgangne, paa ny bleve efterseete, paa det at alt hvis derudi endnu befantis vanskeligt at forstaa, med tydeligere Ord kunde forklaris, enhver Materie ordentlig til sit beqvem Stæd henføris, og udi visse Bøger og Capitler saaledis fordelis, at denne Norske med voris tilforne given Danske Lovbog udi Orden, Mening og Ord det meste mueligt var, og hvor Norgis Beskaffenhed det ej anderledis fornødenlig udkrævede, kunde overeensstemme. Ti have Vi allernaadigst anbefalet nogle af vore tro Undersaatter og Betiente, som udi Norgis Lov, og om Landets Tilstand kyndige vare, dette Verk strax at forretage og fuldfærdige; Og da det saaledis forfattet var, have Vi det end ydermere ved andre af vore Raad og Betiente udi begge vore Riger, Danmark og Norge med Flid ladet oversee og grundeligen overveje, saa og endelig selv givet vor allernaadigste Slutning paa alt hvis, som for billigt, eller fornøden, kand have været eragtet derudi enten at tilsætte, forandre eller fratage."
I dette fortalens andet afsnit trækkes de norske historiske linjer op: de tidligere lovændringer og begrundelsen for hvorfor en ny lov nu udarbejdes. Danske Lov nævnes men kun for at understrege behovet for en egen norsk lov. Nu følger et teknisk afsnit om de foretagne forandringer:
"Og er særdelis udelat: Først alt hvis som ikke kunde beqvemme sig med vor Kongl. Souveraine Arve-Regærings Ret: Dernæst er og udelat hvis som hidindtil er befundet at have foraarsaget baade formedelst Meeneederi stor Guds Fortørnelse, saavelsom formedelst vitløftige og langvarige Processer stor Bekostning og Armod hos Undersaatterne, og dog hverken Sandhed ved de Midler, eller slig Lovens Maade at være kommen for Lyset langt mindre den Nødlidende til sin Ret. For det tredje er ogsaa af denne Lovbog udelat alt hvis Politien egenlig vedkommer, hvorom ingen saa stadige Love, eller Anordninger, kand giøris, som jo efter Tidernis Lejlighed een, eller anden, Forandring kunde behøve; Hvorfore Vi slige foranderlige Love og Anordninger, som ubrødeligen dog alligevel skal holdis, indtil anderledis allernaadigst vorder anordnet, i en sær Bog, Politi-Ordning kaldet, ville lade forfatte, og ikke ville have dennem indførte, eller beblandede, med denne Lov, som i vort Rige Norge udi stædsvarende Brug herefter skal forblive Endelig eftersom Loven bør at være skikket efter hver Mands Tarv, lige billig og lige taalig for alle, saa at ingen ved Loven enten nyder nogen Fordeel, eller tager Skaade frem for andre, saa er og udelat alt hvis i saa maader nogen frem for andre sig enten til Fordeel, eller Skade, hvad heller det maatte bestaa i blotte Ord, eller Gierningen selv, kunde tilegne."
Så følger atter et retspædagogisk afsnit, der tillige pålægger alle at rette sig efter loven samt et afsnit, der ophæver al tidligere og ikke på ny stadfæstede lovbestemmelser:
"Hvis ellers Privilegier og Friheder, som Loven, Recesserne og endeel Forordninger tilforn ikkun tilegnede dennem, hvis Forfædre i Begyndelsen med deris Dyd og Tieniste for Riget og Fædernelandet dislige Privilegier hafde forhvervet, derom have Vi, for at opmuntre alle til Dyd paa sine Tider og Stæder, giort saadan allernaadigst Anordning, at forbemælte Privilegier og Friheder skal strække sig til alle vore kiere og tro Undersaatter i Almindelighed saaledis, at alle de, som formedelst deris Dyd og Dygtighed af Os til noget Embede, eller Forretning, hvoraf de selv kand have nogen Ære og Berømmelse, vorde bestilte og antagne, alle føromrørte Privilegier, Friheder, Ære og Værdigheder nyde. Og er saaledis dette vigtige Verk ved Guds Naadis Bistand og efter lang Ynske nu fuldfærdiget og kommet til den Ende, at det efter vor allernaadigste Befaling er vorden trykt, hvorved Vi alle forrige Love, Ordinantzer, Recesser og Forordninger, saa vit de her ikke findis indførte, ville ganske have ophævede, og ej i nogen maade, tillade, at, saasom de til ævig Tid bør at være magtisløse, og uden nogen Brug, de da efter denne dag enten af Parterne i nogen Rettergang maa brugis, eller af Dommerne i forrefaldende Sager anseis; Ti byde Vi og alvorligen befale alle og enhver, ihvo de og ere, som bygge og boe udi vort Rige Norge, eller derudi noget Gods eje, eller sig der opholde, at de rette sig efter alt hvis her staar skrevet i denne Lovbog, saa fremt de ville undgaa den Straf, som i den sat er, og ikke have forbrut al Kongl. Hyldest og Naade. Særdelis strengeligen befalis Dommerne og alle, som dømme skulde, at de udi alle Sager, som dennem forrekomme, denne Lov som en Rettesnor følge, og derefter retsindeligen kiende og Dom afsige uden nogen Anseelse til Vold, Magt, Højhed, Frændskab, Venskab, Had, eller Avind, og hielpe hver mand til Rette, den Ringe og Fattige saavelsom den Høje og Rige, Indlændiske og Udlændiske, og med deris Domme frelse alle dennem, som med Vold tvingis, særdelis fattige Enker og faderløse Børn, paa det at Sandhed, Retfærdighed og Fred maa boe i landet, og den retfærdige og højeste Dommeris Naade og Miskundhed maa styrkis og formeris over voris Kongl. Arve-Huss, vore Arve-Riger og Undersaatter til bestandig Velstand med timelig og ævig Velsignelse. Givet paa vort Slot Kiøbenhavn den Femtende Aprilis Aar efter Christi Fødsel Et Tusinde Sex Hundrede Firesindstyve og Syv, voris Regærings Attende."
Udtrykket "vort rige Norge" lader ikke tvivl om, at Norge var et rige (ikke en provins). Ikke alene kunne datiden skrive fortaler, der forklarede og begrundede lovenes berettigelse og fornødenhed, det fremgår også med al tydelighed, at Norge ikke er en del af Danmark men et rige sidestillet med Danmark. Det forhold, at det norske rigsråd blev afskaffet 1536, betyder i denne sammenhæng intet. Norge var et arvekongedømme, hvorfor en stadfæstelse ved rigsrådet af en ny konge her ikke var fornøden. Det norske rigsråd havde i sin eksistensperiode udvist partikularistiske tendenser til rådsmedlemmernes egen fordel og rigets skade og dermed uværdiggjort sig selv. Norge blev, modsat de danske landsdele, hverken repræsenteret i det danske rigsråd eller på de danske valg-, hyldings- og stændermøder. Det blev således ikke fuldt ud "et ledemod af Danmarks Rige". Årsagen til, at ingen norsk adelsmand fandt optagelse i rådet, ligger lige for. Det var hverken i rådets eller kongens interesse at skabe spirer til en ny norsk høj adel. Afløseren for rigsrådet var "herredage", der var møder mellem kongelige kommissionærer i Norge, norske adelsmænd og lagmændene, med andre ord en mere bredt (om man vil: demokratisk) sammensat institution – men ligefuldt en norsk institution.
Norges særstilling som eget rige fremgår tillige ved enevældens indførelse. Stændermødet i Christiania 1661 aflagde ikke blot en arvehylding i lighed med den, der i København for hele Danmark var fundet sted og stadfæstede i en særlig suverænitetsakt den danske arve- og suverænitetsoverdragelse. Stænderne udtalte tillige i denne akt, at de for sig og deres efterkommere gav afkald på alt, hvad der i deres privilegier og i landsloven, recessen og ordinansen stred mod jura majestatis og mod arverettigheden, suveræniteten og den absolutte regering, de lovede at hævde og værne om den kongehuset ved ed overdragne magt og stillede — i lighed med den af det danske folks repræsentanter underskrevne Enevolds-arveregeringsakt — i kongens egen nådigste vilje, hvorledes regeringen herefter skulde anstilles og arvefølgen ordnes. En norsk stænderbeslutning ansås altså som nødvendig, for at statsforandringen kunne få fuld gyldighed for Norge.
Ej heller spørgsmålet om i hvilken udstrækning, norske embedsmænd var født i Norge eller Danmark, kan tages til udtryk for om Norge var underordnet Danmark. Det er velkendt, at store dele af den datidige danske embedsstand var født i Tyskland. Således var tiden. Glemmes bør det heller ikke, at Ludvig Holberg som baron og storgodsejer i Danmark var fuldt sammenlignelig med danske godsejere i Norge, ligesom norsk fødte Christian Colbjørnsen spillede en central rolle i de danske landboreformer. Indflydelsen gik i begge retninger. Endelig kan og bør man hæfte sig ved, at det var ingen ringere end prins Christian Frederik, tronarvingen til Norge, der gik i spidsen for den norske selvstændighedsbevægelse og sammenkaldte en grundlovgivende rigsforsamling på Eidsvoll. Arvekongedømmet bestod – retsligt og faktisk – lige til opløsningen af rigsfællesskabet fandt sted.
"Det var et førerløst, splittet og fattigt land, ude af stand til selvstændig statslig existens, som 1536 lagdes ind under dansk formynderskab. Det Norge, som 1814 af fremmede magter løsreves fra Danmark og derpaa formaaede at hævde sin ret til indre selvstyre overfor Sverige, havde vundet sin økonomiske og kulturelle fremgang og fasthed og orden i sin styrelse og samfundsbygning under og for en stor del takket være dette formynderskab".